# ウーゴ・サンチェス
ウーゴ・サンチェス・マルケス（Hugo Sánchez Marquez, 1958年7月11日 - ）は、メキシコ・メキシコシティ出身の元同国代表サッカー選手、サッカー指導者。ポジションはFW。
メキシコ史上最高のストライカー。1999年に国際サッカー歴史統計連盟が行った投票において20世紀で26番目に偉大な選手に選ばれた。これは南米、欧州以外の出身者では最上位である。
キンタ・デル・ブイトレと呼ばれた1980年代後半のレアル・マドリードの中心選手で、リーガ・エスパニョーラで5度の得点王に輝いた。リーガでの総得点は234得点を数え、252得点を挙げたテルモ・サラに次ぐ当時歴代2位であった。左利きで、バイシクル・キックの名手。ゴールを決めたあとは前方宙返りのパフォーマンスをした。ワールドカップにはメキシコ代表として3度出場（1986年大会のベスト8が最高成績）。

## 経歴

### 選手時代
メキシコで生まれ、10代の頃にメキシコ代表としてモントリオールオリンピックに出場。その時点で既に国際試合での得点数は80を超えていた。18歳でUNAMプーマスと契約し、クラブ初のリーグ制覇を果たす。自国開催であった1977年のCONCACAFチャンピオンシップにも出場。同国代表のビクトル・ランヘルに次ぐ4得点を記録して優勝に貢献した。1979年には、20ゴールを挙げて得点王にも輝いた。その後、北米サッカーリーグのサンディエゴ・サッカーズへとオフシーズンの間のみレンタル移籍。UNAMプーマスでの最後のシーズンでは、26ゴールで再び得点王となった。
アーセナルからもオファーが届いていたがそれを拒否し、1981年にアトレティコ・マドリードへと移籍した。1984-85シーズンにはコパ・デル・レイ、スーペルコパを獲得し、自身もピチーチ賞を獲得した。その翌年には、同じくマドリードを本拠地とするレアル・マドリードへと移籍。当時アトレティコ・マドリードの会長であったビセンテ・カルデロンは、ライバルであるレアル・マドリードへ直接移籍させることによりファンから反感を買うことを恐れ、古巣であるUNAMプーマスへの移籍を間に挟んでレアル・マドリードへ移籍させた。
エミリオ・ブトラゲーニョやミチェルらを擁し、キンタ・デル・ブイトレと称されたチームにあってエースストライカーとして活躍。移籍1シーズン目にはリーグ戦で22ゴールを挙げ優勝に貢献、同シーズンにはUEFAカップ制覇にも貢献した。以降の4シーズンも連続でスペインリーグを制し、サンチェス自身も4度リーグ得点王に輝き、ピチーチ賞を獲得した。1989-90シーズンには38得点を挙げ、テルモ・サラと並んで当時のスペインリーグ年間最多得点となり、ヨーロッパ・ゴールデンブーツを獲得した。
その後、故郷であるメキシコのクラブ・アメリカへ移籍。1992年には自身2度目となるCONCACAFチャンピオンズカップを制覇し、サンチェスは決勝戦LDアラフエレンセ戦での決勝ゴールを含む7ゴールを記録して得点王に輝いた。
クラブ・アメリカからラージョ・バジェカーノを経てオーストリアのLASKリンツへ移籍。リンツではエアステリーガ（ブンデスリーガに次ぐ2部リーグ）の優勝に貢献した。1997年にアトレティコ・セラヤへ加入。レアル・マドリードのチームメイトであったブトラゲーニョ、ミチェルらと再びチームメイトとなった。同年引退。
メキシコ代表としては、1978年ワールドカップアルゼンチン大会、1986年ワールドカップメキシコ大会、1994年年ワールドカップアメリカ大会に出場、1986年大会ではグループリーグ初戦のベルギー戦でゴールを決めている。また1993年のコパ・アメリカにも出場、グループリーグで敗退したものの復活トーナメントにて決勝トーナメントの出場権を得ると、準決勝のエクアドル戦でゴールを決めて決勝進出に貢献、決勝でアルゼンチンに破れ準優勝に終わった。

### 現役引退後
引退後もサッカーに携わり、2000年3月にサンチェスがデビューしたUNAMプーマスの監督として2年契約を行った。サンチェスの監督就任は大きな話題を集めたが、当時の会長であるヒメネス・エスプリウとの考えの違いが明確になり、「ヒメネスが辞任すれば戻ってくる。自分が正しく、ここに戻ってくることは知っている」という言葉と共に8月にUNAMプーマスを去った。翌年11月、ヒメネスが辞任したことにより再び監督に就任した。サンチェスはUNAMプーマスでクラウスーラ2004、アペルトゥーラ2004のタイトルをもたらした。また、2004年には古巣のレアル・マドリードとトロフェオ・サンティアゴ・ベルナベウで対戦し、1-0で勝利した。
2006年、南アフリカW杯を見据えてメキシコ代表監督に就任。しかし、2007年のCONCACAFゴールドカップで優勝を逃し、さらに北京オリンピック・北中米カリブ海予選も敗退し、約束としていたゴールドカップ優勝とオリンピックでのメダル獲得が成らなかったことにより解任された。2008年12月、UDアルメリアの監督に就任した。リーガ・エスパニョーラのメキシコ人監督としてはアトレティコ・マドリードのハビエル・アギーレ監督に次ぐ。

## その他
- 父親であるエクトル・サンチェスもサッカー選手であり、アトランテFCなどに所属していた。また、姉妹も体操競技でモントリオールオリンピックに出場した[8]。息子であるウーゴ・サンチェス・ポルトガルもサッカー選手をしており、UNAMプーマスやアトランテFCなどでプレーした経験を持つ[9]。
- 2007年1月、メキシコのプエブラにある通りにサンチェスの名前が付けられた[10]。

## 個人成績
| クラブ                 | シーズン | リーグ | リーグ | カップ1 | カップ1 | 国際カップ2 | 国際カップ2 | 通算 | 通算 |
| クラブ                 | シーズン | 出場   | 得点   | 出場    | 得点    | 出場        | 得点        | 出場 | 得点 |
| ---------------------- | -------- | ------ | ------ | ------- | ------- | ----------- | ----------- | ---- | ---- |
| UNAMプーマス           | 1976-77  | 27     | 7      | —       | —       | —           | —           | 27   | 7    |
| UNAMプーマス           | 1977-78  | 30     | 11     | —       | —       | —           | —           | 30   | 11   |
| UNAMプーマス           | 1978-79  | 45     | 28     | —       | —       | 2           | 0           | 47   | 28   |
| UNAMプーマス           | 1979-80  | 44     | 30     | —       | —       | 3           | 2           | 47   | 32   |
| UNAMプーマス           | 1980-81  | 42     | 21     | —       | —       | 7           | 5           | 49   | 26   |
| UNAMプーマス           | 合計     | 188    | 97     | —       | —       | 12          | 7           | 200  | 104  |
| サンディエゴ           | 1979     | 17     | 12     | —       | —       | —           | —           | 17   | 12   |
| サンディエゴ           | 1980     | 15     | 14     | —       | —       | —           | —           | 15   | 14   |
| サンディエゴ           | 合計     | 32     | 26     | —       | —       | —           | —           | 32   | 26   |
| A.マドリード           | 1981-82  | 20     | 8      | 5       | 4       | 2           | 0           | 27   | 12   |
| A.マドリード           | 1982-83  | 31     | 15     | 8       | 7       | —           | —           | 39   | 22   |
| A.マドリード           | 1983-84  | 27     | 12     | 10      | 7       | 2           | 0           | 39   | 19   |
| A.マドリード           | 1984-85  | 33     | 19     | 12      | 9       | 2           | 1           | 47   | 29   |
| A.マドリード           | 合計     | 111    | 54     | 35      | 27      | 6           | 1           | 152  | 82   |
| R.マドリード           | 1985-86  | 33     | 22     | 5       | 2       | 11          | 5           | 49   | 29   |
| R.マドリード           | 1986-87  | 41     | 34     | 6       | 6       | 7           | 3           | 54   | 43   |
| R.マドリード           | 1987-88  | 36     | 29     | 7       | 3       | 7           | 3           | 50   | 35   |
| R.マドリード           | 1988-89  | 35     | 27     | 8       | 5       | 7           | 5           | 50   | 37   |
| R.マドリード           | 1989-90  | 35     | 38     | 7       | 3       | 3           | 1           | 45   | 42   |
| R.マドリード           | 1990-91  | 19     | 12     | 3       | 2       | 3           | 5           | 25   | 19   |
| R.マドリード           | 1991-92  | 8      | 2      | 1       | 0       | 1           | 1           | 10   | 3    |
| R.マドリード           | 合計     | 207    | 164    | 37      | 21      | 39          | 23          | 283  | 208  |
| クラブ・アメリカ       | 1992–93  | 29     | 11     | —       | —       | 6           | 7           | 35   | 18   |
| クラブ・アメリカ       | 合計     | 29     | 11     | —       | —       | 6           | 7           | 35   | 18   |
| ラージョ・バジェカーノ | 1993-94  | 29     | 16     | 6       | 1       | —           | —           | 35   | 17   |
| ラージョ・バジェカーノ | 合計     | 29     | 16     | 6       | 1       | —           | —           | 35   | 17   |
| アトランテ             | 1994–95  | 31     | 13     | —       | —       | —           | —           | 31   | 13   |
| アトランテ             | 合計     | 31     | 13     | —       | —       | —           | —           | 31   | 13   |
| LASKリンツ             | 1995–99  | 20     | 6      | —       | —       | —           | —           | 20   | 6    |
| LASKリンツ             | 合計     | 20     | 16     | —       | —       | —           | —           | 20   | 16   |
| ダラス・バーン         | 1996     | 25     | 11     | —       | —       | —           | —           | 25   | 11   |
| ダラス・バーン         | 合計     | 25     | 11     | —       | —       | —           | —           | 25   | 11   |
| アトレティコ・セラヤ   | 1996–97  | 12     | 2      | —       | —       | —           | —           | 12   | 2    |
| アトレティコ・セラヤ   | 合計     | 12     | 2      | —       | —       | —           | —           | 12   | 2    |
| 通算                   | 通算     | 684    | 400    | 78      | 49      | 63          | 38          | 823  | 487  |

1コパ・デル・レイ, スーペルコパ・デ・エスパーニャ, コパ・デ・ラ・リーガ.
2CONCACAFチャンピオンズリーグ, コパ・インテラメリカーナ, UEFAカップ, UEFAカップウィナーズカップ, UEFAチャンピオンズカップ.

## 獲得タイトル
| メキシコ - プリメーラ・ディビシオン：1976-77, 1980-81 - CONCACAFチャンピオンズカップ：1980, 1992 - コパ・インテラメリカーナ：1981 スペイン - プリメーラ・ディビシオン：1985-86, 1986-87, 1987-88, 1988-89, 1989-90 - コパ・デル・レイ：1984-85, 1988-89 - スーペルコパ・デ・エスパーニャ：1985, 1988, 1989, 1990 - UEFAカップ：1984-85, 1985-86 オーストリア - エアステリーガ：1995-96 メキシコ代表 - パンアメリカン競技大会：1975 - CONCACAFチャンピオンシップ：1977 | - メキシコリーグ得点王：1978 - ピチーチ賞：1984-85、1985-86、1986-87、1987-88、1989-90 - ヨーロッピアン・ゴールデンブーツ：1989-90 - CONCACAFチャンピオンズカップ得点王：1992 - リーガ最優秀外国人選手：1987, 1990 - IFFHS選定 20世紀メキシコ最優秀選手 - IFFHS選定 20世紀北中米最優秀選手 - FIFA 100 |